# Artapherne (fils d'Artapherne)
Sauf précision contraire, les dates de cet article sont sous-entendues « avant l'ère commune » (AEC), c'est-à-dire « avant Jésus-Christ ».
Artapherne ou Artaphernès (en grec ancien Ἀρταφρένης / Artaphrenês) est un général perse du début du Ve siècle.
Neveu de Darius Ier, il est le fils du frère de Darius, le satrape de Lydie nommé lui aussi Artapherne, qui avait participé à la répression de la révolte d'Histiée de Milet.
Il dirige l'armée perse lors de l'expédition de 490 contre la Grèce lors de la première guerre médique conjointement avec Datis qui dirige la flotte. Il participe à la prise d'Érétrie qui est entièrement détruite et dont la population est déportée en Perse. Cependant il est battu peu après par Miltiade à la bataille de Marathon et doit rebrousser chemin. Il participe en 480 à l'expédition menée par son cousin Xerxès Ier à un rang subalterne.

## Culture populaire
Dans le film 300 : La Naissance d'un empire, Artapherne est interprété par l'acteur Ben Turner.

#### Sources antiques
- Hérodote, Histoires [détail des éditions] [lire en ligne]